# Kedarnatha sanctuarii
Kedarnatha sanctuarii är en flockblommig växtart som beskrevs av P.K.Mukh. och Lincoln Constance. Kedarnatha sanctuarii ingår i släktet Kedarnatha och familjen flockblommiga växter. Inga underarter finns listade i Catalogue of Life.